# Vacinação contra o sarampo no Brasil
As campanhas de vacinação contra o sarampo no Brasil revelam uma trajetória marcada por avanços significativos e desafios persistentes. Desde a primeira aplicação da vacina na década de 1960, das primeiras campanhas na década de 1990 até a erradicação temporária da doença com a recente retomada das campanhas em respostas aos novos desafios, o Brasil tem demonstrado um contínuo compromisso com à saúde pública. Ao longo dos anos o impacto das campanhas tornou-se evidente no controle da disseminação do vírus e na proteção principalmente das crianças.

## Primeiras Iniciativas e Introdução da Vacina (1960-1970)
A primeira vacina contra o sarampo no Brasil era monovalente, ou seja, só protegia contra o sarampo e surgiu em 1964, porém ela era distribuída de forma desordenada, até a criação do PNI (Programa Nacional de Imunizações). Depois disso, no ano de 1977 a vacina de sarampo foi definida como uma vacina obrigatória para crianças menores de um ano de idade.

## Expansão e Consolidação (1980-2000)
Durante a década de 1980, houve uma significativa expansão da vacinação em todo o território brasileiro, mas as campanhas propriamente ditas eram realizadas de forma isolada por alguns estados brasileiros como São Paulo , visando o controle da doença. Nessa década o sarampo era uma doença endêmica no território brasileiro com picos sazonais. 
Dentro desse contexto, apenas em 1992 o Brasil foi realizada uma campanha nacional de vacinação contra o sarampo para a população até 15 anos de idade, essa campanha foi um marco do Plano de Controle e Eliminação do Sarampo. 

## Erradicação e Reconhecimento Internacional (2000-2016)
Em 2001 houve a ampliação da vacina contra o sarampo para mulheres em idade fertil, em seguida em 2003 o PNI lançou a estratégia de reforço da vacinação contra o sarampo, incluindo campanhas de vacinação em massa para manter a imunização alta e prevenir a reintrodução do vírus em áreas livres da doença, então em 2004 começou a introdução da 2º dose da vacina tríplice viral (sarampo, caxumba e rubéola) aos 4 anos de idade e em 2013 houve a introdução da vacina tetra viral (sarampo, caxumba, rubéola e varicela), substituindo a 2º dose de tríplice viral aos 4 anos de idade. 
Em 2016 o Brasil recebeu da OMS (Organização Mundial da Saúde) o certificado de eliminação do sarampo, graças ao trabalho dos profissionais de saúde e campanhas de vacinação em massa, até mesmo em áreas remotas.

## Desafios e Retrocessos (2016-2023)
Com a intensificação do fluxo migratório para o Brasil com o aumento da disseminação de fake news nas redes sociais, o movimento anti-vacina tomou força ao redor no mundo e no Brasil não foi diferente, causando uma queda nos números de crianças imunizadas, levando um aumento no número de casos. 
Durante os anos de 2020 e 2021, a pandemia de covid-19 impactou diretamente as campanhas de vacinação contra o sarampo , com interrupções nos programas de imunização e dificuldades de campanhas de rotina. Durante o ano de 2022, o Ministério da Saúde retomou as campanhas de vacinação contra o sarampo com um foco especial na recuperação da cobertura vacinal perdida, para prevenir novos surtos. Essas campanhas contaram com estratégias de comunicação para combater a hesitação vacinal e promover a importância da vacinação. 

## Resultados e Perspectivas (A partir de 2023)
Durante o ano de 2023, o Ministério da Saúde anunciou que o Brasil saiu da condição de país endêmico para o sarampo, mostrando assim os resultados dos esforços com as campanhas, sendo esse o primeiro passo para a retomada da Certificação de país livre da doença.